# Дело о пытках осуждённых в тюремной больнице под Саратовом
Дело о пытках осуждённых в тюремной больнице под Саратовом — скандал, повлекший открытие серии уголовных дел Следственным комитетом Российской Федерации по фактам применения насилия и пыток к осуждённым в Областной туберкулёзной больнице № 1 Управления ФСИН России по Саратовской области.

## Ход событий

### Предшествующие события
До того как дело получило широкую огласку, в прессе упоминался ряд событий.
О ситуации в саратовской тюремной больнице родственники заключённых и общественники говорили с середины 2000-х годов.
В 2013 году о нарушениях в учреждении рассказало несколько федеральных СМИ. Заведующий столовой ОТБ № 1 Дмитрий Шадрин (вольнонаемный сотрудник ФСИН) подтвердил сведения, выступая на заседании рабочей группы в Государственной Думе.
О пытках и насилии в ОТБ № 1 правозащитники из Gulagu.net сообщали ещё в январе 2021 года.
11 марта 2021 года газета «Комерсантъ» сообщила о возбуждении уголовного дела по статье о насильственных действиях сексуального характера, совершённых группой лиц с особой жестокостью. К началу сентября таких дел было уже пять (два — по статье о вымогательстве и три — по статье о насильственных действиях сексуального характера). Однако к концу августа по возбуждённым делам не появилось ни одного обвиняемого.
В июне 2021 года Владимир Осечкин обратился к Генеральному прокурору Игорю Краснову, рассказав об изнасиловании осуждённого Павла Шеремета.

### Публичная огласка
2 сентября 2021 года на канале Gulagu.net появилось видео со сценами сексуального насилия. По утверждению его основателя Владимира Осечкина, снимки были сделаны в Областной туберкулезной больнице № 1 (ОТБ-1) Управления ФСИН по Саратовской области.
5 октября 2021 года Владимир Осечкин сообщил, что получил «секретный видеоархив» спецслужб, состоящий из 40 гигабайт видеозаписей, фотографий и документов, касающихся пыток и изнасилований в местах заключения. Как утверждалось, архив был получен от программиста-заключенного, на протяжении пяти лет имевшего доступ к компьютерам Саратовской ОТБ-1, где он всё это время находился, подключённым к ведомственной сети ФСИН. Впоследствии стало известно, что это Сергей Савельев, который был осуждён за приобретение наркотиков с целью сбыта, а в саратовской ОТБ-1 он, как IT-специалист, был неофициально привлечён к бесплатной работе в отделе безопасности. Осечкин прокомментировал этот архив, заявив, что «это было организовано государством, должностными лицами ФСИН и ФСБ, которые утверждали пыточные схемы, которые снимали это всё, документировали и архивировали», а жертв «потом шантажировали, вербовали, заставляли сотрудничать с оперативным управлением ФСИН и ФСБ, угрожая переводом в касту „униженных“».

### «Список Савельева»
1 ноября 2021 года команда проекта Gulagu.net совместно с Сергеем Савельевым опубликовала первую часть перечня должностных лиц ОТБ-1, «которые контролировали пытки». Проектом также был создан документальный фильм «Список Савельева», в котором Gulagu.net раскрыла имена должностных лиц ФСИН России, которые, по собственной версии расследования, причастны к пыткам в тюремной больнице. В этой публикации команда проекта Gulagu.net потребовала от следователей Главного следственного управления Следственного комитета России и генерального прокурора Российской Федерации провести полноценное расследование и организовать уголовное преследование всех должностных лиц УФСИН по Саратовской области, «причастных к пыточному конвейеру» в ОТБ-1, СИЗО-1 и ИК-13 УФСИН России по Саратовской области. В первые 10 часов после публикации первой части этого документального фильма-расследования, его просмотрело более 400 000 человек. В этот же день в социальной сети Facebook аккаунт основателя проекта Gulagu.net Владимира Осечкина был без предупреждения заблокирован.
19 ноября 2021 года команда проекта Gulagu.net совместно с Сергеем Савельевым опубликовала вторую часть указанного документального фильма. Во второй его части показаны лица и названы звания сотрудников, причастных к пыткам в ОТБ-1, указаны конкретные даты и время совершения пыток, истязаний и изнасилований, отмечены факты превышения должностных полномочий с применением спецсредств, а также халатности сотрудников. В этой публикации команда проекта Gulagu.net призвала директора ФСИН России генерала ФСБ Александра Калашникова лично вылететь в Саратов и провести проверку на месте, показательно уволив всех причастных и передав материалы в ГСУ СК России «для организации уголовного преследования в отношении всех указанных выше садистов». Ко времени публикации второй части фильма, количество просмотров первой части достигло уже более 1 000 000 человек.

## Расследование
После публикации видео ФСИН начала служебную проверку. Для проверки достоверности информации в Саратовскую область директором ФСИН России Александром Калашниковым была направлена группа сотрудников центрального аппарата ведомства.
5 октября 2021 года свою собственную проверку начала Генеральная прокуратура Российской Федерации.
В тот же день Следственное управление СК России по Саратовской области возбудил первое уголовное дело по статье 132 УК РФ «Насильственные действия сексуального характера, совершённые группой лиц по предварительному сговору», а начальник УФСИН по Саратовской области, полковник внутренней службы Алексей Федотов подал руководству рапорт об отставке. 6 октября 2021 года СУ СК России по Саратовской области возбудил ещё 4 уголовных дела — два по статье 132 УК РФ и ещё два по статье 286 УК РФ «Превышение должностных полномочий, совёршенное с применением насилия и угрозой его применения». Все уголовные дела, включая первое, поступили в производство следователей отдела по расследованию особо важных дел. 7 октября 2021 года по поручению председателя Следственного комитета Российской Федерации Александра Бастрыкина возбуждённые ранее уголовные дела были переданы в центральный аппарат ведомства.16 ноября 2021 года, в ходе своего выступления в Государственной Думе, генеральный прокурор Российской Федерации Игорь Краснов заявил, что «в настоящее время возбуждены и расследуются 12 уголовных дел», хотя ранее Следственный комитет Российской Федерации сообщал о 7 уголовных делах по делу о пытках осужденных в ОТБ-1. 21 января 2022 года Генеральная прокуратура Российской Федерации, в ответ на запрос депутата Государственной Думы Андрея Альшевских, сообщила уже о 20 уголовных делах: из них 14 — расследуются по статье об изнасиловании (ст. 131 УК РФ), 3 — по статье о превышении должностных полномочий (ст. 286 УК РФ), 2 — о дезорганизации деятельности пенитенциарного учреждения (ст. 321 УК РФ) и одно — за халатность (ст. 293 УК РФ). Шесть дел расследуется в центральном аппарате Следственного комитета России.
В тот же день Директор ФСИН Александр Калашников на фоне ситуации с пытками осуждённых принял решение об увольнении начальника УФСИН России по Саратовской области Алексея Федотова. Также были уволены начальник ФКУ «ОТБ-1 УФСИН России по Саратовской области» полковник внутренней службы Павел Гаценко, заместитель начальника по безопасности и оперативной работе полковник внутренней службы Сергей Салов, начальник оперативного отдела майор внутренней службы Антон Бочков и начальник отдела безопасности подполковник внутренней службы Сергей Мальцев.
14 октября 2021 года ФСИН запросила у Gulagu.net видеоархив с пытками заключённых для проведения расследования. Представители организации дали своё согласие и передали ведомству все имеющиеся в их распоряжении видеофайлы.
26 ноября 2021 года ГСУ Следственного комитета Российской Федерации обратилось в Волжский районный суд Саратова с ходатайствами об избрании меры пресечения в виде заключения под стражу начальника ОТБ-1 Павла Гаценко и начальника отдела безопасности больницы Сергея Мальцева. В тот же день суд арестовал обоих сотрудников — им избрана мера пресечения в виде заключения под стражу сроком на два месяца — до 25 января 2022 года. 21 декабря 2021 года Саратовский областной суд оставил это решение без изменения.
13 января 2022 года опубликовано интервью с председателем Следственного комитета РФ Александром Бастрыкиным, в котором он заявил о завершении расследования и об установлении 44 эпизодов преступлений бывшего начальника ОТБ-1 Саратова Павла Гаценко и экс-начальника отдела безопасности туберкулезной больницы Сергея Мальцева.

## Реакция

### Реакция властей
5 октября 2021 года пресс-секретарь Президента России Дмитрий Песков заявил, что «в случае, если подлинность этих материалов подтвердится, то это повод для серьёзного разбирательства».
6 октября 2021 года Уполномоченный по правам человека в РФ Татьяна Москалькова сообщила, что направила Федеральной службе исполнения наказаний (ФСИН) ходатайство о проведении проверки в ОТБ № 1 Управления ФСИН РФ по Саратовской области после видео с пытками осуждённых.
7 октября 2021 года Председатель Государственной Думы РФ Вячеслав Володин заявил, что взял дело на личный контроль. Однако, 14 октября 2021 года Государственная Дума Российской Федерации отклонила предложенный КПРФ вопрос о возбуждении парламентского расследования по фактам применения насилия к осуждённым в ОТБ № 1. Депутат от «Единой России» и замглавы профильного комитета Анатолий Выборный мотивировал это решение тем, что парламентское расследование повлияло бы на деятельность следствия и суда в условиях, когда уголовные дела уже возбуждены.
8 октября 2021 года Татьяна Москалькова заявила, что доложит президенту России Владимиру Путину о пытках в тюремной больнице и подтвердила, что намерена регулярно проводить проверки в учреждении. 19 октября 2021 года о ситуации с пытками заключённых было доложено президенту России.
23 октября 2021 года Министерство внутренних дел Российской Федерации объявило в федеральный розыск бывшего заключённого программиста Сергея Савельева, передавшего правозащитному проекту Gulagu.net видеоархив пыток в саратовской тюремной больнице, как сообщается, в связи с уголовным делом о «неправомерном доступе к компьютерной информации». 28 октября 2021 года Управление МВД России по Саратовской области заявило, что Сергей Савельев был объявлен в федеральный розыск в связи с тем, что 30 сентября 2021 года на него было возбуждено уголовное дело по статье 272 УК РФ «Неправомерный доступ к компьютерной информации». В тот же день районный суд Саратова заочно принял решение об аресте Савельева и объявил его в международный розыск. Однако 10 ноября 2021 года прокурор Саратовской области Сергей Филипенко отменил постановление о возбуждении уголовного дела в отношении Сергея Савельева, обнародовавшего видео с пытками в саратовской тюрьме.
2 ноября 2021 года стало известно о том, что ФСИН направила в правительство пакет документов с просьбой одобрить АО «Объединенная приборостроительная корпорация» как единственного поставщика на первом этапе проекта цифровизации российских тюрем. По словам источника газеты, в тюрьмах и колониях будет развернута нейросеть, которая позволит идентифицировать и распознавать лица как осужденных, так и охранников. Система, по его словам, позволит выявлять нетипичное поведение заключенных или сотрудников исправительных учреждений: драки, избиения и другое. Как пишет «Коммерсантъ», в целом проект обойдётся бюджету в 22,5 миллиарда рублей.
10 ноября стало известно о том, что 18 сотрудников регионального управления ФСИН России по Саратовской области были уволены «по отрицательным мотивам». Ещё 11 человек, по словам исполняющего обязанности начальника УФСИН Антона Ефаркина, «привлечены к строжайшей дисциплинарной ответственности». 17 ноября 2021 года генеральный прокурор России Игорь Краснов объявил Филипенко строгий выговор «за ненадлежащее исполнение служебных обязанностей по организации надзора за соблюдением законов при исполнении уголовных наказаний и ослабление контроля за работой подчинённых работников». 25 ноября 2021 года президент России освободил от должности директора ФСИН генерал-лейтенанта Александра Калашникова. Информационное агентство «Интерфакс» сообщило со ссылкой на информированный источник, что дело о пытках осуждённых стало основной причиной его отставки. Место Калашникова на посту директора ФСИН занял Аркадий Александрович Гостев. Позднее пресс-секретарь президента России Дмитрий Песков, комментируя увольнение главы ФСИН, сообщил, что Калашников снят с поста главы ФСИН после его личного обращения.
1 декабря 2021 года члены Совета при Президенте РФ по развитию гражданского общества и правам человека Андрей Бабушкин и Ева Меркачёва посетили саратовскую ОТБ-1 с целью проведения плановой проверки. По словам правозащитников, они опросили «огромное количество» заключенных, и никто из них не рассказал о продолжении насилия или пыток. Однако накануне проект Gulagu.net сообщил о том, что 83 заключенных из саратовской ОТБ-1 были распределены в другие пенитенциарные учреждения Саратовской области — по утверждениям проекта, именно они планировали рассказать о пытках, применении насилия, вымогательствах и запугивании со стороны сотрудников ФСИН. По данным Андрея Бабушкина таких заключенных было 50. Ева Меркачёва также заявила, что в планах совета с 1 по 7 декабря проверить 20 пенитенциарных учреждений. Кроме того, стало известно, что члены СПЧ намерены обсудить с Владимиром Путиным проблему пыток заключённых в колониях на встрече, которая состоится 9 декабря 2021 года.
31 марта 2022 года Министерство юстиции опубликовало проект реформы правил внутреннего распорядка (ПВР) для СИЗО, колоний и других исправительных учреждений, в рамках которой условия содержания заключённых предложено смягчить. Одним из главных изменений эксперты называют медицинский аспект — облегчение доступа к медицинскому обслуживанию, изменение процедуры медицинского освидетельствования, увеличение частоты банных процедур для инвалидов, беременных женщин и женщин, имеющих при себе детей в возрасте до трёх лет и ряд других изменений. 4 июля 2022 года новый проект Правил внутреннего распорядка был подписан министром юстиции Российской Федерации Константином Чуйченко.

#### Законодательные инициативы
13 октября 2021 года Министерство юстиции Российской Федерации предложило исключить из состава Общественной наблюдательной комиссии бывших сотрудников исправительных учреждений.
14 октября 2021 года стало известно о том, что Совет Федерации Федерального Собрания РФ и Аппарат Уполномоченного по правам человека в РФ готовят законопроект, который будет предусматривать отдельное наказание за пытки в колониях. 19 ноября сенатор Людмила Нарусова сообщила газете «Коммерсантъ», о том, что подготовка этого законопроекта завершена. Она рассказала, что документ предусматривает в качестве наказания до десяти лет лишения свободы правоохранителям, «которые издеваются и пытают задержанных и осуждённых». Нарусова также отметила, что это первый законопроект, в котором пытки впервые фигурируют как самостоятельный состав преступлений. Обсуждение документа прошло 22 ноября. В тот же день ФСИН России поддержала предложенный Советом Федерации законопроект об ужесточении ответственности за пытки, а уже 20 декабря 2021 года депутат Павел Крашенинников и сенатор Андрей Клишас внесли законопроект на рассмотрение в Государственную Думу. 22 июня 2022 года Дума приняла законопроект в третьем чтении, 8 июля он был одобрен Советом Федерации, а 14 июля вступил в силу.

### Реакция общества
22 октября 2021 года на YouTube-канале Ксении Собчак, при содействии Gulagu.net, вышел специальный репортаж «Бомба на 100 гигабайт. Первое интервью с Сергеем Савельевым, который выкрал „пыточный архив“ ФСИН». По состоянию на март 2024 года выпуск посмотрело свыше 4 377 000 человек.
23 октября 2021 года Русская православная церковь заявила, что не исключает возможности отзыва церковных наград у сотрудников Управления ФСИН по Саратовской области.
27 октября 2021 года Владимир Осечкин опубликовал открытое письмо президенту России Владимиру Путину и предложил ему ужесточить наказания за такие преступления, как коррупция и пытки, в том числе в исправительных учреждениях.
29 октября 2021 года аналитический центр «Левада-Центр» опубликовал данные исследования, согласно которым 66 % россиян считают, что пытки недопустимы ни при каких обстоятельствах, 20 % считают, что пытки допустимы: 11 % — только в исключительных случаях, когда это может спасти жизни людей, 9 % — только по отношению к тем, кто совершил тяжкое насильственное преступление. 45 % респондентов считают, что пытки больше всего распространены в системе учреждений ФСИН, 41 % — в полиции, в ходе следствия, 18 % — в СК и ФСБ.
7 декабря 2021 года на YouTube-канале Юрия Дудя, в рамках шоу «вДудь», вышел выпуск, посвящённый теме пыток в России — «Почему в России пытают». По состоянию на март 2024 года выпуск посмотрело свыше 13 163 000 человек.